# ヤクブ・シルヴェストル
ヤクブ・シルヴェストル（Jakub Sylvestr, 1989年2月2日 - ）は、スロバキア・バンスカー・ビストリツァ出身のサッカー選手。ポジションはFW。

## 経歴
2007年にŠKスロヴァン・ブラチスラヴァのトップチームでデビューし、リーグ戦通算83試合で13得点を記録。2010年8月30日、NKディナモ・ザグレブに5年契約で移籍した。

## 代表歴
スロバキア代表として各年代で代表招集を受け、2010年9月3日、マケドニア代表戦でA代表デビューを果たした。